# Sportivo Valois Rivarola
El Sportivo Valois Rivarola Football Club, simplemente conocido como Valois Rivarola, es un club de fútbol de Paraguay de la ciudad de Asunción. Fue fundado el 12 de julio de 1936 y milita en la Cuarta División. Desde fines de los años de 1990 juega en la última división del fútbol paraguayo.

## Historia
El club inicia su vida institucional solo un año y un mes después de acabada la contienda chaqueña, fue fundado por un grupo de vecinos del barrio Santo Domingo, barrio en cual tenía anteriormente su campo deportivo e instalaciones. Por este motivo su tradicional rival es el club 12 de Octubre SD, del mismo barrio.
En años posteriores el club adquirió un nuevo predio y se mudó a la zona conocida como San Francisco del barrio de Zeballos Cué, en donde tiene el Estadio Gregorio Sarubbi Ortiz.
El club ha obtenido dos títulos de campeón en la "Segunda de Ascenso", cuando esta división era la última y correspondía a la Tercera División, el primer título lo logró en el campeonato del año 1986 y el segundo título lo obtuvo en el año 1991. En el año 1997 ante la creación de la División Intermedia, fue uno de los clubes que fueron enviados a la Cuarta División, última nueva categoría del fútbol paraguayo, por lo que ya ha jugado en tres divisiones diferentes.
El club (junto al Deportivo Pinozá) son las instituciones que más tiempo llevan militando en la cuarta categoría del fútbol paraguayo, no obstante en ninguna ocasión ha sufrido desprogramación hasta 2019, en el cual, producto de una mala campaña, no jugará en el campeonato 2020 de la Primera C.
En el año 1987 le tocó sufrir las consecuencias de una de las decisiones más obscuras del fútbol paraguayo, pues "por decreto" o sea por resolución de la Liga Paraguaya de Fútbol se le negó el derecho; ganado deportivamente; de ascender a Primera División, además no sólo eso sino que se lo castigó con el descenso a la última división (Tercera, en ese entonces), con la única excusa de que no contaba con título de propiedad de su cancha.
Luego de muchos años de no pasar la primera etapa, el club ganó su grupo en el 2010 (11 victorias, 4 empates, 3 derrotas), pero fue eliminado en cuartos de final por el Benjamín Aceval.
En la temporada 2012 obtuvo el campeonato de la división en la reserva y en sub-18. En mayores estuvo a solo un paso de ascender, pues alcanzó las semifinales donde se eliminó nuevamente ante el Benjamín Aceval pese a ganar el primer partido y empatar el segundo, condenado por el uso antideportivo de un jugador.
En la temporada 2013 llegó a los cuartos de final, donde fue eliminado por el Pilcomayo luego de dos empates, debido a que dicho club había obtenido una mejor posición en la primera fase.
En la temporada 2015 llegó de nuevo a los cuartos de final, enfrentando esta vez al club 12 de Octubre SD, en el partido de ida terminó derrotado 1 a 2 y en el partido de vuelta logró una victoria de 0 a 1, con el global empatado en puntos y goles, una vez más el club fue eliminado ya que el 12 de Octubre SD tenía ventaja deportica por una mejor posición en la primera fase. 
En la temporada 2016 de la Cuarta División, el club no pudo pasar la primera fase y culminó en la 13.ª posición.
En la temporada 2019 termina penúltimo en la tabla de posiciones y último en la tabla de promedios, por lo cual quedará sin competir para la temporada 2020, producto de malos desempeños en los dos últimos años principalmente.

## Uniforme
- Uniforme titular: camiseta blanca con una franja azul en el medio, pantaloncitos azules y medias azules.

## Estadio
El estadio del club lleva el nombre de Gregorio Sarubbi Ortiz, y cuenta con capacidad para 500 personas.

## Datos del club
- Temporadas en Segunda División: 2 o + (1964, 1987).
- Temporadas en Tercera División: 9 o + (1988-1996).
- Temporadas en Cuarta División: 21 (1997-2017).

## Palmarés

### Torneos nacionales
- Tercera División (2): 1986 y 1991.